# 2003 في أذربيجان
فيما يلي قوائم الأحداث التي وقعت خلال عام 2003 في أذربيجان.

## أحداث
- 15 أكتوبر – الانتخابات الرئاسية الأذربيجانية 2003

## سياسة

### تعيين في المنصب
- 4 أغسطس – إلهام علييف رئيس وزراء أذربيجان،قائمة رؤساء أذربيجان.
- 31 أكتوبر – مهريبان علييفا سيدة أذربيجان الأولى [الإنجليزية]‏.

### انتهاء فترة المنصب
- 4 نوفمبر – إلهام علييف رئيس وزراء أذربيجان.

## وفيات

### مارس
- 2 مارس – ذاكر محمدوف (مواليد 1936) فيلسوف أذربيجاني.
- 29 مارس – كريم كريموف (مواليد 1917)

### ديسمبر
- 13 ديسمبر – حيدر علييف (مواليد 1923)